# Adido
Adido est l'un des huit arrondissements de la commune de Savè dans le département des Collines au centre du Bénin.

## Géographie
L'arrondissement de Adido est situé au centre du Bénin et compte 4 villages. Il s'agit de : 
- Djaloumon
- Issale-otoun
- Kingou
- Tchoui.

## Démographie
Selon le recensement de la population de 2013 conduit par l'Institut national de la statistique et de l'analyse économique (INSAE), Adido compte 8 743 habitants .